# Echinoderes bengalensis
Echinoderes bengalensis är en djurart som tillhör fylumet pansarmaskar, och som beskrevs av Timm 1958. Echinoderes bengalensis ingår i släktet Echinoderes och familjen Echinoderidae. Inga underarter finns listade i Catalogue of Life.